# خانه آرزوها
خانه آرزوها یک مجموعه تلویزیونی محصول سال ۱۳۸۰ به کارگردانی ، نویسندگی  و تهیه‌کنندگی حسین سهیلی‌زاده  می‌باشد که از شبکه دوم سیما پخش شد.

## بازیگران
- امیر غفارمنش
- داریوش اسدزاده
- آناهیتا همتی
- آرش نوذری
- اکبر دودکار
- امیر آقایی
- بهنوش بختیاری
- رامین پرچمی
- علیرضا آرا
- سحر ولدبیگی
- سعید آقاخانی
- سهیلا عزیزی
- سیروس کهوری‌نژاد
- شهرام قائدی
- علی سلیمانی
- کامران فیوضات
- مهدی فتحی
- مهری ودادیان